# Alan Taylor (đạo diễn)
Alan Taylor (sinh khoảng năm 1959) là nam đạo diễn người Mỹ. Ông từng tham gia đạo diễn cho các phim như: Lost, The West Wing, Six Feet Under, Sex and the City, The Sopranos, Game of Thrones, Boardwalk Empire, Deadwood và Mad Men. 